# پلی‌اکریل‌آمید
پلی‌اکریل‌آمید (به انگلیسی: Polyacrylamide) با فرمول شیمیایی (C۳H۵NO)n یک ترکیب شیمیایی که مخفف شده ی آن PAM  می باشد پلیمری است که از زیرواحدهای آکریل آمید ساخته شده است. 

## کاربرد در صنعت

### تقویت بتن
از این به عنوان یک تقویت کنند برای ایجاد پیونده حاده در سد سازی استفاده می شود

### در مشتقات
برای بالا بردن عدد اکتان بنزین از ان استفاده می شود

## کاربرد در علوم پزشکی

### دندان پزشکی
نوعی ماده چسبنده که سبب ایجاد پیوند با داخل دندان می شود

## کاربرد در تصفیه آب

### به عنوان لخته ساز در تصفیه آب
یکی از بزرگترین کاربردهای پلی آکریل آمید، لخته کردن جامدات در یک مایع است. این فرآیند برای تصفیه آب و فرآیندهایی مانند کاغذ سازی و چاپ روی صفحه اعمال می شود. پلی آکریل آمید را می توان به صورت پودر یا مایع عرضه کرد که شکل مایع آن به عنوان پلیمر محلول و امولسیون طبقه بندی می شود. اگرچه این محصولات اغلب "پلی آکریل آمید" نامیده می شوند، بسیاری از آنها در واقع کوپلیمرهای آکریل آمید و یک یا چند گونه دیگر مانند اسید اکریلیک یا نمک آن هستند. این کوپلیمرها رطوبت و تورم را اصلاح کرده اند.
اشکال یونی پلی آکریل آمید نقش مهمی در صنعت تصفیه آب آشامیدنی پیدا کرده است. نمک های فلزات سه ظرفیتی، مانند کلرید آهن و کلرید آلومینیوم، توسط زنجیره های پلیمری طولانی پلی آکریل آمید پل می شوند. این منجر به افزایش قابل توجه نرخ لخته سازی می شود. این به تصفیه خانه های آب اجازه می دهد تا حذف کل محتوای آلی (TOC) از آب خام را تا حد زیادی بهبود بخشند.